# Jeremia (boek)
Het boek Jeremia (Hebreeuws: יִרְמְיָהוּ, jirməjāhû, "JHWH moge verhogen") is een van de boeken in de Hebreeuwse Bijbel (het Oude Testament in de christelijke Bijbel). Jeremia wordt in zowel het jodendom als het christendom gerekend tot de grote profeten. In de Tenach wordt hij gerekend tot de nevi'im, "profeten(boeken)", en wel de 'latere profeten'.

## Historische achtergrond
De historische achtergrond van het leven van de profeet Jeremia en het boek Jeremia wordt gevormd door een keerpunt in de wereldgeschiedenis: de overgang van het Assyrische Rijk naar het Nieuw-Babylonische Rijk. Jeremia speelt zich in deze periode af in het koninkrijk Juda.
Het verval van het Assyrische Rijk leidde in uiterlijk 623 v.Chr. tot de ineenstorting van de Assyrische suprematie over de Levant en die tot een einde kwam met de vernietiging van Nineve in 612 v.Chr. Toen de Egyptenaren vervolgens oude aanspraken op de oostkust van de Middellandse Zee probeerden te hernieuwen, kwamen ze in botsing met de zich uitbreidende Nieuw-Babyloniërs, die onder leiding van Nebukadnezar II (toen nog kroonprins) de Slag bij Karkemish wonnen in 605 v.Chr.
In Juda, in 622 v.Chr., na het einde van de Assyrische vazalschap, herstelde koning Josia de kernpunten uit de cultus van Deuteronomium (deuteronomisme) van zuiverheid en centralisatie van offerrituelen, waarmee hij een keerpunt markeerde in de geschiedenis van de JHWH-religie. De Judese opstand tegen de Babylonische overheersing in 587 v.Chr. resulteerde in de verwoesting van Jeruzalem door Nebukadnezar II en de Babylonische ballingschap. De vervanging van het Babylonische Rijk door de Perzen in 539 v.Chr. stelde de ballingen in staat naar Juda te terug te keren.

## Datering
Volgens de informatie aan het begin van het boek Jeremia werd de profeet door God geroepen in het 13e regeringsjaar van koning Josia (Jeremia 1:2), wat neerkomt op rond 627 of 626 v.Chr. De datering is afhankelijk van de gebruikte modellen. Er wordt gezegd dat hij in Jeruzalem actief was tijdens het bewind van de koningen Josia, Joachaz, Jojakim, Jojachin en Sedekia, vermoedelijk tot 585 v.Chr.
Sommige wetenschappers betwijfelen of het Bijbelse verhaal wel accuraat is en Jeremia zijn werk al zo vroeg begon als rond 627 of 626 v.Chr. Deze twijfel wordt ingegeven door de onduidelijkheid over de vijand uit het noorden, met wie volgens hen waarschijnlijk de Babyloniërs werden bedoeld, onduidelijkheid over Jeremia's standpunt over de hervormingen van Josia en het ontbreken van enige boodschap van Jeremia richting Josia. Volgens deze wetenschappers begon Jeremia zijn werk tegen het einde van de regering van Josia of het begin van de regering van Jojakim (609 - 598 v.Chr.).

## Indeling
Jeremia boek is niet chronologisch samengesteld en bevat allerlei aanvullingen en uitbreidingen. Het wordt meestal verdeeld in 3 delen:
1. Het Judese boek (hoofdstuk 1-25)
2. Ontwikkelingen rond Babylon (hoofdstuk 26-44)
3. Uitspraken over buitenlandse volken (hoofdstuk 46-51)

De structuur van het boek komt hiermee overeen met die van Jesaja en Ezechiël: een inleiding, gevolgd door vermaningen aan de Israëlieten, daarna vermaningen van de volken in de omtrek, gevolgd door andere profetieën.

### Septuagint
De volgorde van de tekst in de Septuagint verschilt van de volgorde in de Vulgaat en de Masoretische Tekst. Deze laatste zijn ongeveer een achtste langer dan de Griekse tekst. In de Septuagint ontbreken hoofdstuk 10:6-8, 27:19-22, 29:16-20, 33:14-26, 39:4-13, 52:2,3,15,28-30, etc. In totaal betreft het hier zo'n 2700 woorden.

## Inhoud
In de hoofdstukken 1 t/m 24, opgetekend door Baruch, vertelt Jeremia over zijn worstelingen met God, zijn roeping en het geloof. Op delen van de hoofdstukken 19 en 20 na, zijn ze geschreven in de ik-vorm. Het begint met de twee visioenen: God waarschuwt "Van het noorden zal zich dit kwaad opdoen over alle inwoners des lands". De hoofdstukken 26 t/m 45 beschrijven de ervaringen van Jeremia in de derde persoon.  
Er wordt verondersteld dat na een tussenpoos Jeremia in Egypte drie secties heeft toegevoegd, namelijk hoofdstuk 37-39, 40-43 en 44.
Jeremia's profetieën bevatten veel herhalingen van dezelfde woorden en beelden. Ze beslaan een periode van ongeveer 30 jaar. Aangenomen wordt dat de profetieën niet in chronologische volgorde in het boek zijn opgenomen.
In het aansluitende boek Klaagliederen doet Jeremia uitgebreid zijn beklag over de val van Jeruzalem, zijn geliefde stad.